# Bedeni
Bedeni (węg. Bede) – wieś w Rumunii, w okręgu Marusza, w gminie Gălești. W 2011 roku liczyła 196 mieszkańców.